# Toribio de Mogrovejo
 Santo Toribio de Mogrovejo o Toribio Alfonso de Mogrovejo y Robledo (Mayorga, Corona de Castilla, 16 de noviembre de 1538-Zaña, virreinato del Perú, 23 de marzo de 1606) fue un sacerdote, arzobispo y misionero católico español, que se desempeñó como segundo arzobispo de Lima y organizador de la Iglesia en el virreinato del Perú. Es venerado como santo por la Iglesia católica.

## Biografía

### Primeros años
Hijo de miembros de la nobleza, fue su padre don Luis Alfonso de Mogrovejo Coco, II señor de la casa de Mogrovejo en Mayorga; y su madre doña Ana de Robledo y Morán de Butrón perteneciente a la noble casa de los Moran de Butrón de Villaquejida-Mayorga y de Logroño, de los señores de Vela, de la noble y antiquísima casa de Mezeta en Vizcaya, de la casa de Butrón, linaje de la nobleza feudal de la Corona de Castilla.

### Formación
Después de algunos años, deseando estudiar Derecho civil y eclesiástico, se trasladó a la Universidad de Salamanca. Allí recibió la influencia de su tío Juan de Mogrovejo, profesor en dicha Universidad y en el Colegio Mayor de San Salvador o de Oviedo en Salamanca. Habiendo sido invitado por Juan III de Portugal, a enseñar en la ciudad de Coímbra, Juan de Mogrovejo llevó consigo a su sobrino, y ambos residieron algunos años en la Universidad de esa ciudad. 
De vuelta a Salamanca, su tío falleció poco después del regreso. Toribio resolvió seguir la carrera de este, llegando a ser profesor de leyes en la Universidad de Salamanca, donde su erudición y virtud le llevaron a ser designado como inquisidor general de Granada.  

## Episcopado

### Arzobispo de Lima
El rey Felipe II le propuso al papa Gregorio XIII su nombramiento como Arzobispo de Lima, sucediendo a Gerónimo de Loayza. El 16 de mayo de 1579, el papa Gregorio XIII lo nombró II Arzobispo de Lima, en virtud a una cédula de presentación del rey.
El arzobispo que lo iba a ordenar de sacerdote le propuso darle todas las órdenes menores en un solo día, pero él prefirió que le fueran confiriendo una orden cada semana, para así irse preparando debidamente a recibirlas.
Su ordenación sacerdotal fue en 1578, a manos del por entonces arzobispo de Granada, Juan Méndez de Salvatierra.
Fue consagrado en agosto de 1580, en la Catedral de Sevilla, a manos del arzobispo de Sevilla, Cristóbal Rojas Sandoval.
Partió al Perú en compañía de su hermana, Grimanesa de Mogrovejo, su cuñado, Francisco Quiñones y sus tres sobrinos en septiembre de 1580. Arribó a Nombre de Dios (Panamá) y desde allí, por vía terrestre y marítima, llegó al puerto de Paita (Perú) en mayo de 1581 e inició su trabajo como misionero viajando a Lima a pie, bautizando y enseñando a los nativos. Llegó a Lima el 11 de mayo de 1581.
Tomó posesión canónica de su sede, el día viernes 12 de mayo de 1581.

## Labor pastoral
Allí se dedicó a lograr el progreso espiritual de sus fieles. La ciudad había quedado sin arzobispo durante seis años, de 1575 a 1581 y estaba en una grave decadencia espiritual con un sistema en que el régimen de patronato facultaba a los virreyes a intervenir en asuntos eclesiásticos, dando origen a frecuentes disputas entre el poder espiritual y el temporal, por lo cual los conquistadores cometían muchos abusos y los sacerdotes no se atrevían a corregirlos. Muchos para excusarse del mal que estaban haciendo, decían que «esa era la costumbre». Toribio de Mogrovejo les respondía que «Cristo es verdad y no costumbre», y empezó a atacar fuertemente todos los vicios y escándalos. Las medidas que tomó contra los abusos que se cometían le atrajeron muchas persecuciones y atroces calumnias. Sin embargo, prefirió callar y solía decir: «Al único que es necesario siempre tener contento es a Nuestro Señor».
Toribio de Mogrovejo se destacó por su fuerza de trabajo. Desde muy de madrugada ya estaba levantado y repetía frecuentemente: «Nuestro gran tesoro es el momento presente. Tenemos que aprovecharlo para ganarnos con él la vida eterna. El Señor Dios nos tomará estricta cuenta del modo como hemos empleado nuestro tiempo». Su generosidad lo llevaba a repartir a los pobres todo lo que poseía. Un día al regalarle sus camisas a un necesitado le recomendó: «Váyase rápido, no sea que llegue mi hermana y no permita que Ud. se lleve la ropa que tengo para cambiarme».
Son abundantes los testimonios de su caridad, entrega y desinterés total por lo material: antes de poner su firma a cualquier decreto que lo requiriese, anteponía la palabra «gratis». En una ocasión, cuando se desató una terrible peste en la ciudad que causó innumerables muertos y enfermos, muchos de ellos pobres que abarrotaban los hospitales, le mandó decir a su cuñado Francisco Quiñones, alcalde de Lima, que gastase todo su dinero en socorrerlos y que si faltaba, que pidiese prestado que luego él lo devolvería. En otra ocasión, un altercado gravísimo entre dos nobles limeños terminó con la condena a muerte de uno de ellos. Solo el perdón del otro, que los ruegos de medio Lima no consiguieron, podía salvar de la ejecución al condenado. Ya a punto de realizarse el ajusticiamiento, el arzobispo de Lima fue a buscar al ofendido, se arrodilló a sus pies y suplicó por su perdón como si fuera para él mismo. Obtuvo el perdón.
Fue, además, uno de los eclesiásticos contrarios a las corridas de toros. Mandaba cerrar las ventanas de su casa cuando había corridas en la plaza, que es donde antes se hacían, y prohibió a su familia asistir a ellas. La Iglesia solía oponerse a estas tanto por el peligro de morir sin confesión al que se exponían los hombres combatientes, como por la promiscuidad pecaminosa que existía entre hombres y mujeres en las gradas, que le escandalizaba.
Respecto a su labor pastoral entre los pueblos indígenas, buscaba la manera de hacerse entender por estos, bien fuera aprendiendo y hablándoles en su propia lengua o, cuando la lengua de estos le era desconocida, buscando otras maneras, como varias veces le sucedió. Su interés por los indígenas no se limitaba a la evangelización, pues se empeñó en mejorar sus condiciones de vida, especialmente de aquellos empleados en las grandes propiedades rurales y en las minas. Reivindicó que sus derechos fuesen debidamente respetados por los españoles y que hubiese verdadera armonía entre las clases sociales, como preconizaba la Escuela de Salamanca, que había conocido en sus años de estudio en España.
Convocó y presidió el III Concilio Limense (1582-1583), al cual asistieron prelados de toda Hispanoamérica, y en el que se trataron asuntos relativos a la evangelización de los indígenas. De esta asamblea se obtuvieron importantes normas de pastoral, como la predicación en las lenguas nativas, para lo cual fue creada una facultad de lenguas nativas en la Universidad de San Marcos y la catequesis a los esclavos negros, así como la impresión del catecismo en idiomas castellano, quechua y aimara que se constituirían en los primeros textos impresos en Sudamérica.

## Visitas pastorales
Era consciente de la extensión de su arzobispado, que comprendía desde la ciudad de Lambayeque hasta la ciudad de Quito. A este hecho, y a las tres visitas pastorales que realizó recorriendo y organizando su jurisdicción, se debe el origen de las circunscripciones políticas que asumiría el Virreinato y continuaría posteriormente la república peruana. 
Estas visitas pastorales lo forzaron a pasar solo ocho de sus veinticuatro años como arzobispo en la ciudad de Lima, lo que le ganó algunas críticas por parte de las autoridades virreinales. El resto del tiempo, lo pasó viajando por el país. 
Hizo construir caminos, escuelas, varias capillas, hospitales, conventos y fundó el primer Seminario americano en Lima en 1591, que en la actualidad lleva su nombre. En obediencia a las directrices dictadas en el Concilio de Trento, se propuso reunir a los sacerdotes y obispos de América para promulgar leyes acerca del comportamiento que deben tener los católicos, para lo cual congregó a trece sínodos diocesanos y tres concilios provinciales. Insistió y obtuvo que los religiosos aceptaran parroquias en sitios supremamente pobres. Gracias a sus gestiones, el número de parroquias o centros de evangelización en su arquidiócesis, aumentó de 150 a 250 parroquias en su territorio, al momento de su fallecimiento veinticinco años después.

### Primera visita
La primera de estas visitas se inició en 1584 recorriendo el norte de la sierra peruana desde Lima hasta Cajamarca, pasando por Chachapoyas y Moyobamba, invirtiendo en ella seis años. 

### Segunda visita
En la segunda visita, realizada entre 1593 y 1597, se dirigió nuevamente hacia el norte, pero esta vez por la zona litoral del departamento de Áncash, Trujillo y Lambayeque. 

### Tercera y última visita
La tercera, que inició en enero de 1605, quedó inconclusa por su muerte. Entre una y otra, realizó viajes a pueblos de Lima, Callao, Mala, San Vicente de Cañete, Chincha y Nazca. La mayor parte del recorrido lo hizo generalmente a pie, indefenso y a veces solo; expuesto a las inclemencias del clima, desiertos, animales salvajes, fiebres y tribus de indígenas hostiles. En esta visita, bautizó y confirmó a cerca de medio millón de personas, entre ellas a Santa Rosa de Lima, San Francisco Solano, San Juan Macías y  San Martín de Porres.

### Fallecimiento

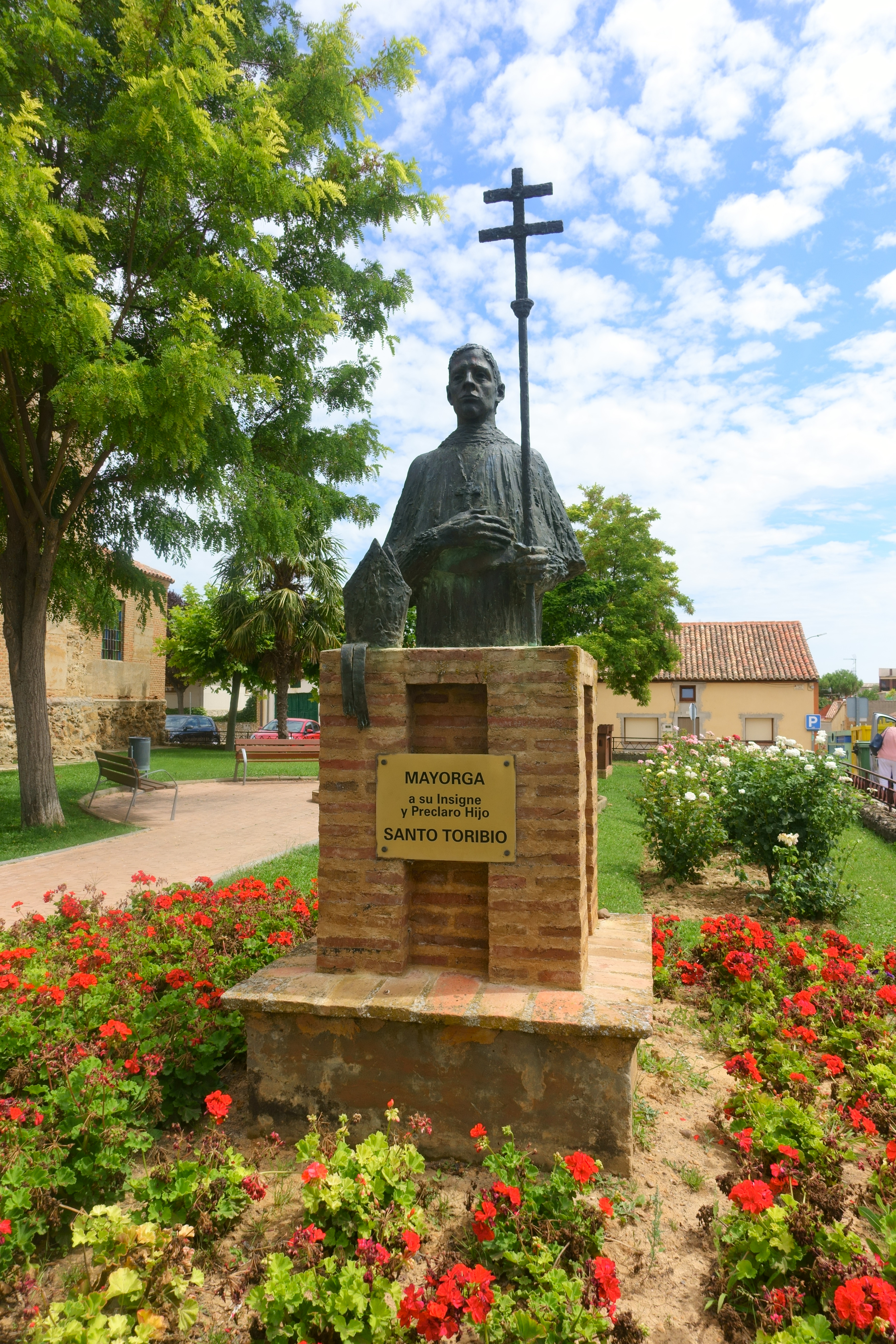
Monumento en Mayorga.

A los sesenta y ocho años, Toribio de Mogrovejo cayó enfermo en la población de Pacasmayo, pero aun así continuó trabajando hasta el final, llegando a la ciudad de Zaña en condición agonizante. Allí hizo su testamento en el que dejó a sus criados sus efectos personales y a los pobres el resto de sus propiedades. Murió a las tres y media de la tarde del 23 de marzo de 1606, Jueves Santo, en el Convento de San Agustín. Sus restos descansan en la catedral de Lima.

## Canonización y culto
Su proceso de canonización fue iniciado de inmediato, con el reconocimiento de sus virtudes heroicas.
Fue beatificado el 28 de junio de 1679 por el papa Inocencio XI, mediante la Bula Laudeamus.
Fue canonizado el 10 de diciembre de 1726 por el papa Benedicto XIII, mediante la Bula Quoniam Spiritus.
Su fiesta en el santoral católico se celebra el 23 de marzo, aniversario de su muerte.
Sin embargo, en la ciudad de Lima se celebra la Solemnidad de Santo Toribio de Mogrovejo el 27 de abril, día de la traslación de sus reliquias desde Zaña hasta la Ciudad de los Reyes (Lima), donde hoy sus restos son venerados en su capilla de la basílica catedral. Este mismo día se celebran fiestas en su honor en su lugar de nacimiento, Mayorga, España; y también en el de su muerte, Zaña, Perú. 
También en Mayorga las fiestas patronales se celebran en su honor, los cinco últimos días de septiembre, girando en torno a la fecha del 27 de septiembre (día en el que se conmemora la llegada de las segundas reliquias de Toribio, que fueron honradas por los mayorganos que las procesionaron portando teas y antorchas). 
En esta fiesta se porta el vítor, un estandarte que se entregaba a los estudiantes doctorados en la Universidad de Salamanca, y en el que se recoge el nombre del santo y su lugar de nacimiento, Mayorga. Esta fiesta, «El Vítor», ha sido declarada de Interés Turístico Nacional.
Su devoción se encuentra muy extendida principalmente en el Perú, y en Mayorga (España). Sus parientes de las familias Bravo de Lagunas, Arias de Saavedra y Goyeneche han velado durante siglos por la difusión y conocimiento en América y Europa de la vida y obra del religioso.

## Patronazgos
- Patrono del Episcopado Hispanoamericano, proclamado por el papa Juan Pablo II en 1983;
- Patrono de la arquidiócesis de Lima;
- Patrono de Mayorga;
- Patrono del escultismo;
- Patrono de la Universidad Católica Santo Toribio de Mogrovejo;
- Patrono de la Hermandad de Santo Toribio de Mogrovejo, distrito del Rímac, provincia de Lima.
- Patrono de la Pastoral Misionera de la Parroquia de la Santa Cruz, Arquidiócesis de Resistencia, Provincia de Chaco, Argentina.